# Perotinus
Perotinus Magnus (Stanley szerint: 1165 k. – 1220 k.; Tischler szerint: 1155/60–1200/05) zeneszerző, a nyugati zenetörténet legkorábbi, név szerint ismert, többszólamú műveket szerző komponistája, az ars antiqua legnagyobb mestere.

## Munkássága

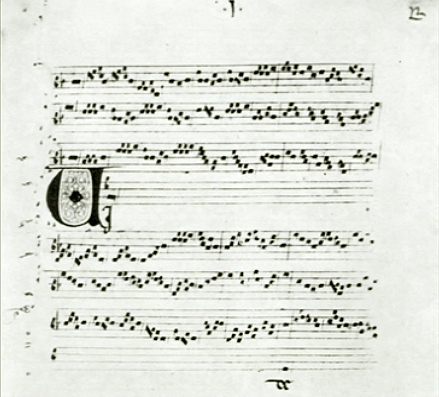
A Viderunt kottája

A Notre-Dame-korszak zeneszerzői közül keveseket ismerünk név szerint. A többszólamúság kialakulását követő első időszak legnagyobb mestereit csak feltételezve azonosíthatjuk azokkal a nevekkel, akikről név szerinti utalást olvashatunk. Perotinus neve is szerepel Anonymus IV, a 13. századi angol teoretikus feljegyzéseiben, a De mensuris et discantu-ban. Perotinus itt a legjobb discantus-szerzőnek (optimus discantor) van nevezve. Valószínűleg kanonok volt, és a Notre-Dame-iskola, az azonos nevű székesegyház által támogatott zeneszerző csoport egyik nagy mestere volt. Az iskola korai polifonikus műveket hozott létre.
Perotinus bővítette azt a Leoninus, a Notre Dame korábbi zeneszerzője által összeállított polifonikus zenei gyűjteményt (Magnus liber organi, Az organum nagy könyve), amely az egyházi ünnepekre készült. Kompozíciói három- és négyszólamúak, e többszólamú művek következtében vált híressé. Előtte csak egyes compostelai szerzőkről tudni, hogy 1140 körül már három szólamban dolgoztak. Elképzelhető pedig, hogy maga önállóan nem is szerzett zenét, csupán Leoninus és mások dallamait dolgozta fel. Feltételezik, hogy fontos szerepet játszott a menzurális hangjegyírás fejlesztésében is. 
Anonymus IV az ő műveiként említi a Viderunt és a Sederunt négyszólamú organumokat, melyekről a párizsi püspök egy-egy levele is említést tesz; ezek alapján tudjuk, hogy a Viderunt már az 1198-as újévi zsinat előtt létezett, a Sederunt pedig az 1199-ben újjárendezett István-napi ünnepeket elrendelő levél után keletkezhetett. A négyszólamú organumok mellett háromszólamú organumokat is írt (Alleluia Posui adjutorium és a Nativitas) valamint számos három-, két- és egyszólamú conductust, és jó néhány clausulát.

## Hallgassuk meg!
A Sederunt részlete elektronikus változatban